# Nicolò Matafari
Nicolò Matafari (Zara, ... – Zara, 1367) è stato un arcivescovo cattolico italiano.

## Biografia
Nicolò era figlio di Guido Matafari e nacque a Zara verso la fine del XIII secolo; suo fratello Demetrio fu vescovo di Pedena dal 1348.
Non è certo se abbia iniziato la propria formazione presso i francescani o i domenicani. Nel 1312-1313 studiò diritto canonico con Giovanni d'Andrea all'Università di Bologna, ma probabilmente seguì alcuni corsi presso l'Università di Padova. Nel 1320 conseguì il dottorato e prese gli ordini minori. Un documento dell'epoca lo definisce doctor decretorum (dottore in diritto canonico), ma fonti successive lo definiscono dottore in utroque iure.
Nel 1320 Matafari fu nominato vicario generale della diocesi di Padova dal vescovo Ildebrandino Conti, che soggiornava presso la curia avignonese. Nel 1330 gli fu concesso il canonicato nella diocesi di Gran Varadino in Ungheria. Secondo lo storico Daniele Farlati fu vicario della diocesi di Nona dal 1330 al 1333, ma ciò sembra improbabile. Il 30 ottobre 1331 era vicario della diocesi di Castello per conto del vescovo Angelo Dolfin e risiedeva a Venezia. Il 10 settembre 1333, su raccomandazione del cardinale Bertrando del Poggetto, fu nominato arcivescovo metropolita di Zara da papa Giovanni XXII.
Come arcivescovo Matafari tenne un sinodo locale per risolvere una disputa tra il clero di Zara e quello di Arbe. Politicamente fu guelfo e filo-ungaro. Sostenne le ambizioni del re Luigi I d'Ungheria e l'autonomia di Zara contro la Repubblica di Venezia. Nell'agosto del 1345 si recò a Venezia per conto di Luigi per negoziare il riconoscimento veneziano della signoria ungherese sulla costa dalmata, ma la missione fallì e Venezia assediò Zara. Quando la città capitolò a Venezia il 21 dicembre 1346, Matafari prese la via dell'esilio.
Matafari trascorse il suo esilio principalmente a Padova, dove è documentato dal 1346 al 1350 e di nuovo dal 1354 al 1356. Nel mentre potrebbe aver fatto un viaggio non documentato in Ungheria. Fu riconfermato vicario dal vescovo Ildebrandino prima del suo esilio nel maggio 1345. Il 15 febbraio 1350 fu presente alla traslazione del corpo di sant'Antonio di Padova nella nuova basilica per la sepoltura. Erano presenti anche il vescovo Ildebrandino, il cardinale Bertrand, il cardinale Guy de Boulogne, il vescovo Giovanni di Verona e il Petrarca. È anche possibile che il dalmata, abituato ad ambiente e stile diverso menzionato in una delle Lettere familiari del Petrarca fosse proprio Matafari.
Mentre Matafari era in esilio, Venezia chiese a papa Clemente VI di trasferirlo in altra sede, affinché un vescovo filo-veneziano potesse essere insediato a Zara, ma Clemente rifiutò. In assenza dell'arcivescovo, la diocesi era governata da vicari. Nel 1351 e di nuovo nel dicembre 1357, il fratello di Matafari, Demetrio, era vicario, indicando che probabilmente era ancora in grado di esercitare un certo controllo sugli affari diocesani.
In esilio, Matafari si associò ai canonisti dell'Università di Padova. Nel marzo 1355 fu presente insieme a Raniero e Argentino Arsendi, quando fu conferito il dottorato in diritto civile ad Antonio Ardizzoni di Alessandria. Il suo nome figura sul diploma di medicina concesso a Giovanni da Montegaldella il 12 aprile. In quel periodo ricopriva nuovamente l'incarico di vicario della diocesi di Padova, questa volta per conto del vescovo Giovanni Orsini.
Gli ultimi anni di Matafari sono scarsamente registrati. Nel 1358 poté ritornare a Zara. Morì lì nel 1367 e fu sepolto nella cattedrale di Zara. Nel 1376 divenne arcivescovo il nipote Pietro Matafari.